# Mięśnie kolcowo-ramienne
Mięśnie kolcowo-ramienne (łac. musculi spinohumerales) – w anatomii człowieka mięśnie należące do grupy powierzchownych mięśni grzbietu. Położone są bardziej powierzchownie od mięśni kolcowo-żebrowych. Do grupy mięśni kolcowo-ramiennych zaliczają się mięsień czworoboczny (łac. musculus trapezius), mięsień najszerszy grzbietu (łac. musculus latissimus dorsi), mięsień równoległoboczny (łac. musculus rhomboideus) i mięsień dźwigacz łopatki (łac. musculus levator scapulae).